# St. Bernard (Ohio)
St. Bernard – miejscowość w Stanach Zjednoczonych, w południowo-zachodniej części stanu Ohio, w hrabstwie Hamilton. Liczba mieszkańców w 2000 roku wynosiła 4924.